# Марта (фильм)
«Марта» (нем. Martha) — телефильм режиссёра Райнера Вернера Фасбиндера, снятый в 1973—1974 годах. Лента получила премию Sutherland Trophy Британского института кино, а также номинировалась на премию Deutscher Filmpreis за лучшую женскую роль (Маргит Карстенсен).

## Сюжет
Марте (Маргит Карстенсен) немного за тридцать, она привлекательна и одинока. Будучи в отпуске со своим отцом (Адриан Ховен) в Риме, она становится свидетельницей его гибели от сердечного приступа. Прибыв в немецкое посольство, она встречает незнакомца (Карлхайнц Бём), они влюбляются друг в друга. Вернувшись обратно в Германию, Марта снова сталкивается с незнакомцем и узнаёт его имя — Хельмут Саломон. Хельмут покоряет Марту своей харизмой и доминирующей личностью, вскоре они женятся. Во время медового месяца он начинает нежно «перевоспитывать» Марту, а после их возвращения — покупает для них особняк, в котором Марта оказывается фактически заточена. Хельмут позаботился о том, чтобы Марта потеряла работу в библиотеке, а также о том, чтобы оборвать все её контакты с внешним миром. Марта существует только для того, чтобы быть рядом с Хельмутом. Его нежность, которая на деле оказалась не отделима от садизма, больше похожа на пытку.
Когда Хельмут уезжает в командировки, Марта тайно встречается с Герр Кайзером (Петер Шатель), её молодым коллегой из библиотеки, единственным человеком, с которым ей удалось сохранить отношения. Однако Хельмут начинает что-то подозревать, это замечает Марта, она начинает бояться, что муж хочет её убить. Когда они с Кайзером едут в машине, она внезапно начинает подозревать, что Хельмут гонится за ними, она истерично заставляет Кайзера ускориться, и они оба попадают в аварию. Кайзер погибает, Марта выживает, но оказывается парализованной. Хельмут забирает Марту из больницы, теперь она полностью принадлежит ему, а он — ей.

## В ролях
- Маргит Карстенсен — Марта Хейер\Саломон
- Карлхайнц Бём — Хельмут Саломон
- Барбара Валентин — Марианна, сестра Марты
- Петер Хатель — Герр Кайзер
- Гизела Факелдей — Мать Марты
- Адриан Ховен — Отец Марты
- Ортруд Бегиннен — Эрна фон Скратч
- Вольфганг Шенк — Герр Мейстер
- Гюнтер Лампрехт — доктор Герберт Саломон, брат Хельмута
- Ингрид Кавен — Ильза
- Курт Рааб — секретарь посольства

## Производство
«Марта» была снята за 25 дней летом 1973 года, но свет смог увидеть ленту только после премьеры другого фильма Фасбиндера — «Страх съедает душу», в 1974 году. Спродюсировала ленту компания WDR Television, бюджет картины составил ориентировочно 500 тыс. немецких марок. Съёмки проходили на 16 мм плёнку для телевизионного показа на канале ARD Television 28 мая 1974 года. После этого формат фильма был расширен до 35 мм для показа в кинотеатре, премьера прошла на Венецианском кинофестивале в 1994 году.